# Nehemiah Persoff
Nehemiah Persoff (Hebreeuws: נחמיה פרסוף) (Jeruzalem (Ottomaanse rijk), 2 augustus 1919 – San Luis Obispo (Californië), 5 april 2022) was een Amerikaans acteur. Persoff was ook actief onder de naam Nick Pursoff.

## Biografie
Persoff werd geboren in Jeruzalem en emigreerde met zijn familie in 1929 naar Amerika. In de jaren veertig begon hij interesse te krijgen voor het acteren en na zijn diensttijd in de United States Army in de Tweede Wereldoorlog ging hij acteren leren aan de New York Theatre en in 1947 ging hij naar de Actor's Studio voor zijn verdere acteerstudie.
Persoff begon met acteren in het theater en maakte in 1947 zijn debuut op Broadway met het toneelstuk Galileo in de rol van Andrea. Hierna heeft hij nog meerdere rollen gespeeld op Broadway zoals King Richard III, Peter Pan en King Lear.
Persoff begon in 1948 met acteren voor televisie in de film The Naked City. Hierna heeft hij 200 rollen gespeeld in films en televisieseries zoals The Wrong Man (1956), The United States Steel Hour (1955-1958), Some Like It Hot (1959), Burke's Law (1964-1965), Gunsmoke (1964-1975), Hawaii Five-O (1968-1979), Barney Miller (1978-1981) en Twins (1988). In 1999 acteerde hij voor het laatst om hierna van zijn rust te genieten.
Persoff trouwde op 22 augustus 1951 en kreeg vier kinderen. Hij leefde met zijn vrouw in Californië. Hij besteedde zijn vrije tijd aan kunstschilderen en gaf ook acteerles in CambriaHij overleed op 102-jarige leeftijd.

## Filmografie

### Films
Selectie:
- 1988 Twins – als Mitchell Traven
- 1988 The Last Temptation of Christ – als rabbijn
- 1986 An American Tail - als Papa Mousekewitz (animatiefilm)
- 1983 Yentl – als Mendel
- 1978 A Double Life – als Carlos
- 1976 Voyage of the Damned – als Mr. Hauser
- 1965 The Greatest Story Ever Told – als Shemiah
- 1964 A Global Affair – als Segura
- 1959 Clash by Night – als Jerry Wilenski
- 1959 Some Like It Hot – als kleine Bonaparte
- 1959 Green Mansions – als Don Pante
- 1958 This Angry Age – als Albert
- 1957 Men in War - als Nate Lewis
- 1956 The Wrong Man – als Gene Conforti
- 1956 The Harder They Fall – als Leo
- 1954 On the Waterfront – als taxichauffeur
- 1948 The Naked City – als lachende man op metrostation

### Televisieseries
Selectie:
- 1978 – 1980 Fantasy Island – als Horst Von Stern – 2 afl.
- 1979 The French Atlantic Affair – als kolonel Schreiner – 3 afl.
- 1978 The Hardy Boys/Nancy Drew Mysteries – als Vladimer – 2 afl.
- 1978 The Word – als Abbot Petropolous – miniserie
- 1978 High Hopes – als dr. Aaron Herzog - ? afl.
- 1970 – 1973 Love, American Style – als Carl Colbert – 2 afl.
- 1970 – 1973 Insight – als Gennaro – 2 afl.
- 1969 – 1972 The Mod Squad – als Janos Kovacs – 2 afl.
- 1966 The Big Valley – als generaal Vicente Ruiz – 2 afl.
- 1966 The Trials of O'Brien – als Georgi – 2 afl.
- 1955 – 1957 Producer's Showcase – als Strup – 3 afl.

## Theaterwerk opBroadway
- 1959 Only in America – als Harry Golden
- 1955 – 1956 Tiger at the Gates – als A Topman
- 1954 – 1955 Reclinig Figure – als Dr. Hickey
- 1954 Mademoiselle Colombe – als kapper
- 1953 Camino Real – als schoonmaker
- 1951 Flahooley – als Fowzi
- 1951 Peer Gynt – als de trollen koning / vader van Ingrid
- 1950 – 1951 King Lear – als Duke of Cornwall
- 1950 – 1951 Peter Pan – als Cecco
- 1949 Monsterrat – als Antonanzas
- 1949 King Richard III – als Sir James Tyrrel
- 1948 Sundown Beach – als Cecil
- 1947 Galileo – als Andrea

- Biblioteca Nacional de España: XX4921749
- Gemeinsame Normdatei: 1062159691
- International Standard Name Identifier: 0000 0000 7776 0674
- Library of Congress Control Number: n85322429
- MusicBrainz: d88a44c1-db48-457a-b18c-012c58635651
- Nationale Bibliotheek van Israël: 987008870389905171
- Système universitaire de documentation: 257484973
- Virtual International Authority File: 107579804
- WorldCat: E39PBJhRCxqfcvWvcTXpGDv8md